# 생생경제 정보톡톡
《생생경제 정보톡톡》은 SBS Biz에서 평일 오전 10시 30분부터 11시 30분에 방송했던 TV 생활정보 프로그램이다.

## 방송 시간
- 평일 오전 10시 30분 ~ 11시 30분

## 출연자
- 김용필
- 윤호연 아나운서

## 논란
- 뉴스타파에서 방송계 뒷광고 논란을 추적보도하기 위해 《생생경제 정보톡톡》에 660만 원을 지급한 뒤 체리 광고를 의뢰했다.
- 뉴스타파에서 의뢰한 뒷광고는 2021년 8월 12일 SBS Biz 채널에 <무더운 여름을 건강하게..영양만점 체리>는 제목의 영상물로 방송됐다.
- SBS Biz에서는 뉴스타파의 보도였음을 인지했는지 사과문[1]을 내고, 프로그램을 2021년 8월 18일 저녁 기습 폐지했다.
- 뉴스타파는 해당 뒷광고 논란 영상을 2021년 8월 24일 유튜브[2]에 게시했다.

## 같이 보기
- SBS 생활경제

1. ↑  https://biz.sbs.co.kr/board/notice.html?cmd=view&board_no=21849
2. ↑  https://www.youtube.com/watch?v=qH-79y72kOg